# Agrias amydon
Agrias amydon es una especie de lepidóptero de la familia Nymphalidae. Es originaria de  México, hasta Centroamérica y Sudamérica.
Las larvas se alimentan de especies de Erythroxylum, incluido Erythroxylum havanense.

## Subespecies
- Agrias amydon amydon (Colombia)
- Agrias amydon phalcidon (Brasil)
- Agrias amydon zenodorus (Ecuador, norte Perú)
- Agrias amydon amydonius (Perú (Loreto, Iquitos), Brasil (Amazonas), Colombia)
- Agrias amydon boliviensis (Bolivia (Yungas), Perú)
- Agrias amydon bogotana (oeste Venezuela tal norte este Colombia)
- Agrias amydon frontina (norte-oeste Ecuador (Rio Mira), oeste Colombia)
- Agrias amydon ferdinandi (Brasil (Mato Grosso, Minas Gerais, Goiás, Bahia, Pernambuco), Bolivia)
- Agrias amydon aurantiaca (Brasil (Pará, Amazonas), Surinam, sudoeste Venezuela)
- Agrias amydon aristoxenus (Perú, Bolivia)
- Agrias amydon excelsior (Brasil (Amazonas))
- Agrias amydon uniformis (Brasil (Roraima), sor Venezuela)
- Agrias amydon rubella (Brasil (Amazonas))
- Agrias amydon oaxacata (México (Oaxaca))
- Agrias amydon smalli (Panamá)
- Agrias amydon philatelica (México (Chiapas), Costa Rica)
- Agrias amydon lacandona (México)

## Galería

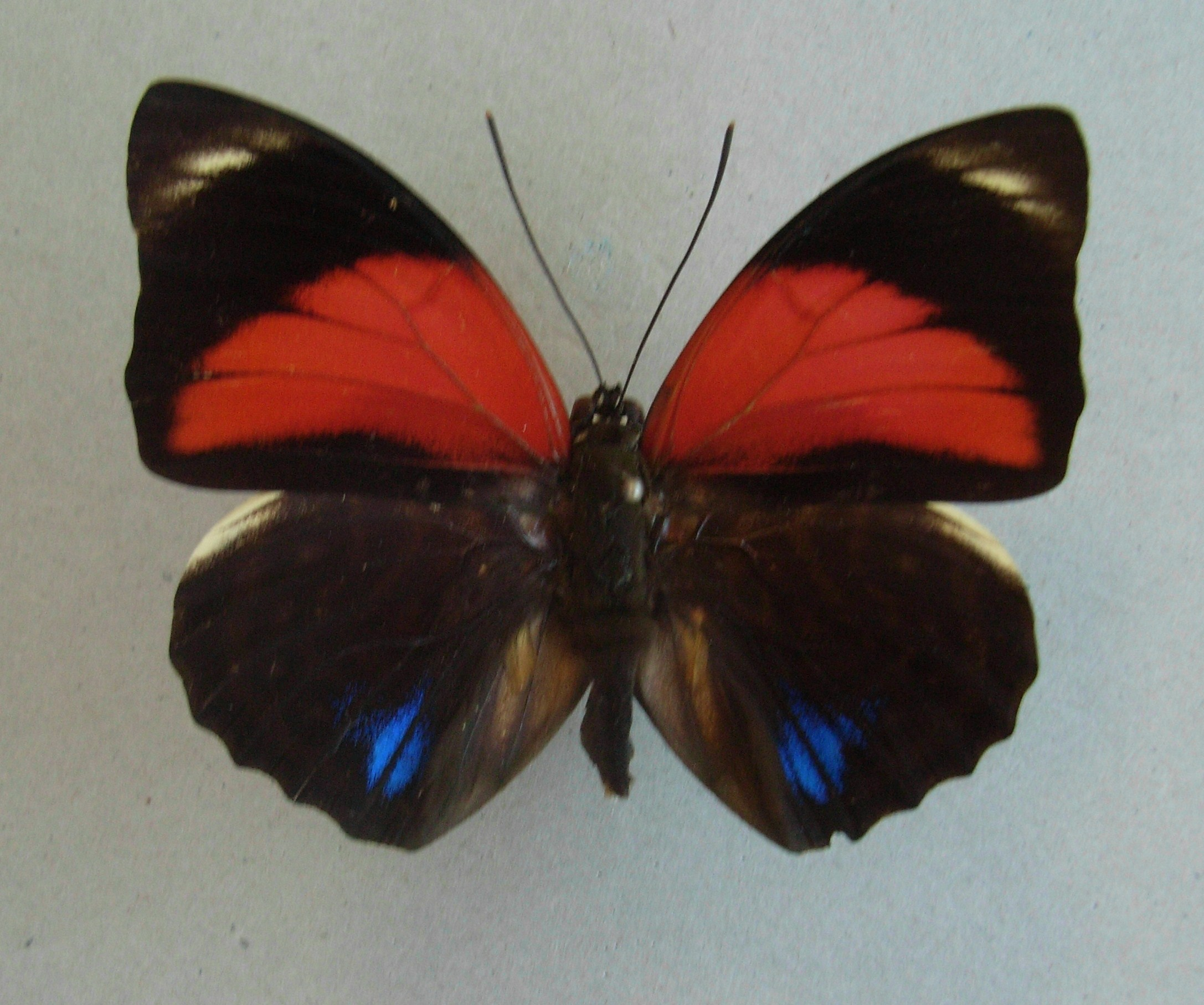
Agrias amydon amydonius
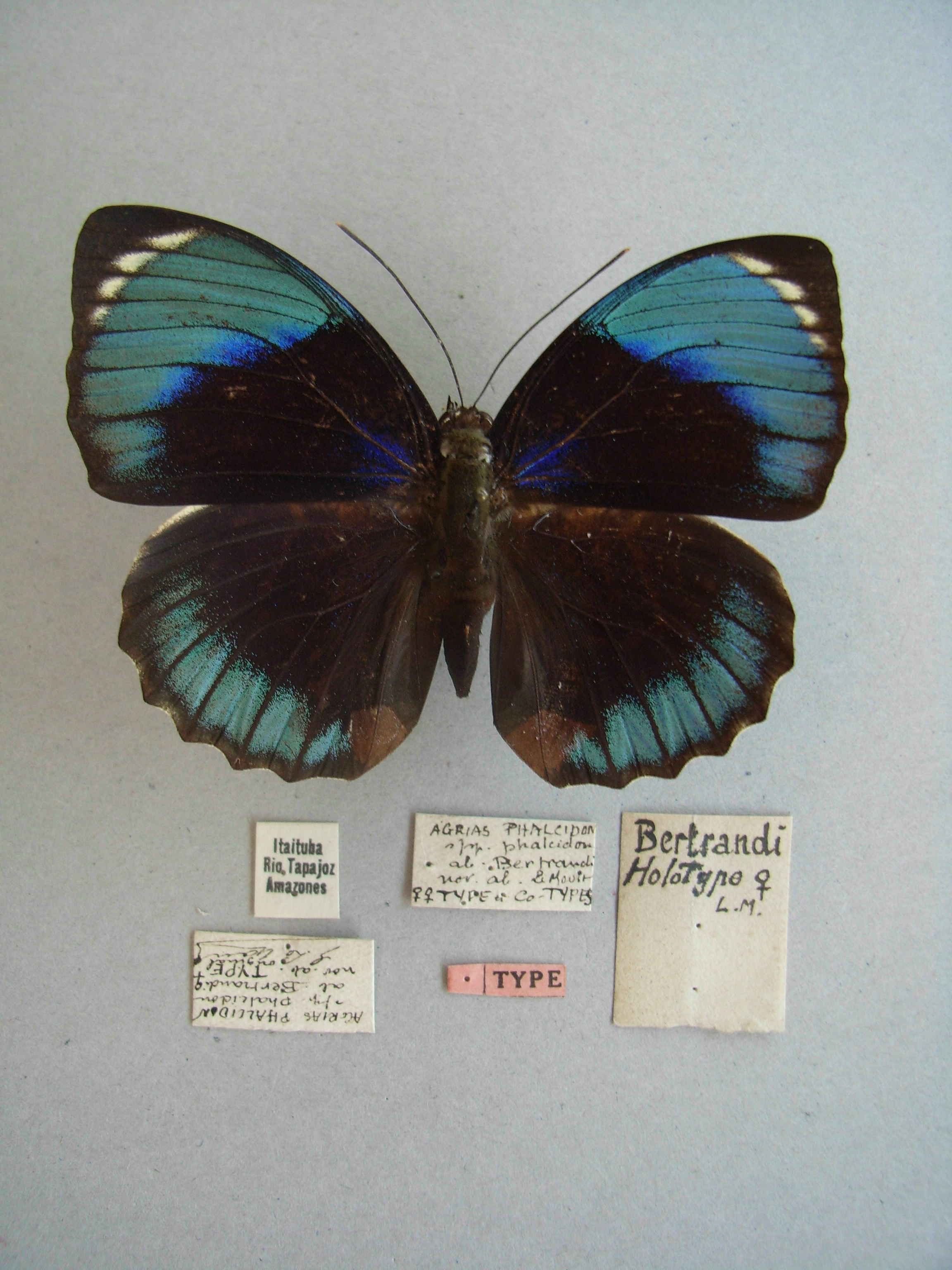
Agrias amydon phalcidon